# Just Cause 2
Just Cause 2 je akční adventura z dílny Avalanche Studios, zveřejněna Eidos Interactive a distribuována firmou Square Enix. Hra vyšla 23. března 2010 pro Microsoft Windows, PlayStation 3, a Xbox 360.
Hra se odehrává zhruba v letech 2007 - 2010 ve fiktivním státě Panau. Hlavním hrdinou je Rico Rodriguez - tajný agent ze CIA, který se nechá přemluvit bývalou parťačkou Marií Kane (ze hry Just Cause), a odcestuje na ostrov Panau, aby ji pomohl vystopovat jejího bývalého učitele a nového zloděje Toma Sheldona. Na ostrově není Rico jen z jednoho důvodu. Státu Panau vládne diktátor, v zemi je mnoho vojenských základen a tajných laboratoří.
Rico tentokrát bojuje na vlastní pěst, takže CIA mu zbraně již neposkytuje. V misích se mu budou sčítat peníze a chaos. Peníze vymění na černém trhu za zbraně, dopravní prostředky, apod.
Ve hře máte k dispozici více než 1 000 km2 ostrova, na 100 druhů dopravních prostředků všeho druhu a 12 zbraní, různých přídavných dílů a nářadí.
Hra je jedinečná díky svobodě a rozmanitosti. Hráč může mise přijímat dobrovolně. Pokud zrovna neplní misi, může zkoumat ostrov Panau. Tento ostrov je neobyčejně nádherný a rozmanitý. Najdete zde husté džungle, vysoké hory, jejichž vrcholy zakrývá sníh, písečnou poušť, i města s vysokými mrakodrapy. Hra podporuje pouze DirectX 10, a proto funguje pouze na Windows Vista a vyšších.